# Рагби клуб Хајделбергер
Рагби клуб Хајделбергер је професионални немачки рагби 15) клуб из Хајделберга. Хајделберг је један од најстаријих и најтрофејнијих немачких рагби клубова. Хајделберг је у сезони 2015-2016 као шампион Немачке учествовао у европском челинџ купу. Играчи Хајделбергера чине окосницу немачке рагби репрезентације.

## Успеси
Првенство Немачке у рагбију - 12
1927, 1928, 1971, 1973, 1976, 1986, 2010, 2011, 2012, 2013, 2014, 2015
Куп Немачке у рагбију - 3 
1973, 1976, 2011